# Juan Javier Estrada
Juan Javier Estrada Ruiz (Chiclana de la Frontera, 18 agosto 1981) è un ex ciclista su strada spagnolo, professionista dal 2008 al 2011.

## Piazzamenti

### Grandi Giri
- Vuelta a España

2008: 114º
2010: 92º